# Besedilopisec
Besedilopísec ali tekstopísec (ženska oblika: besedilopíska/tekstopíska) je oseba, ki piše besedila za skladbe. Lahko jih ustvarja na dva načina: samostojno ali na že obstoječi glasbeni posnetek oziroma izdelek. Eden najbolj kakovostnih slovenskih besedilopiscev je Dušan Velkaverh, ki je v šestdesetih letih napisal veliko besedil za znane slovenske popevke.